# Teatro de Cuvilliés

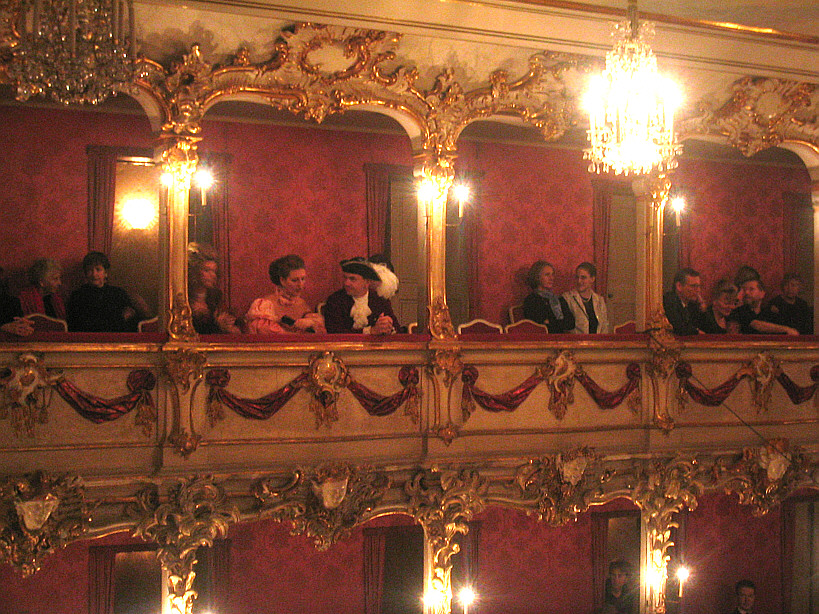

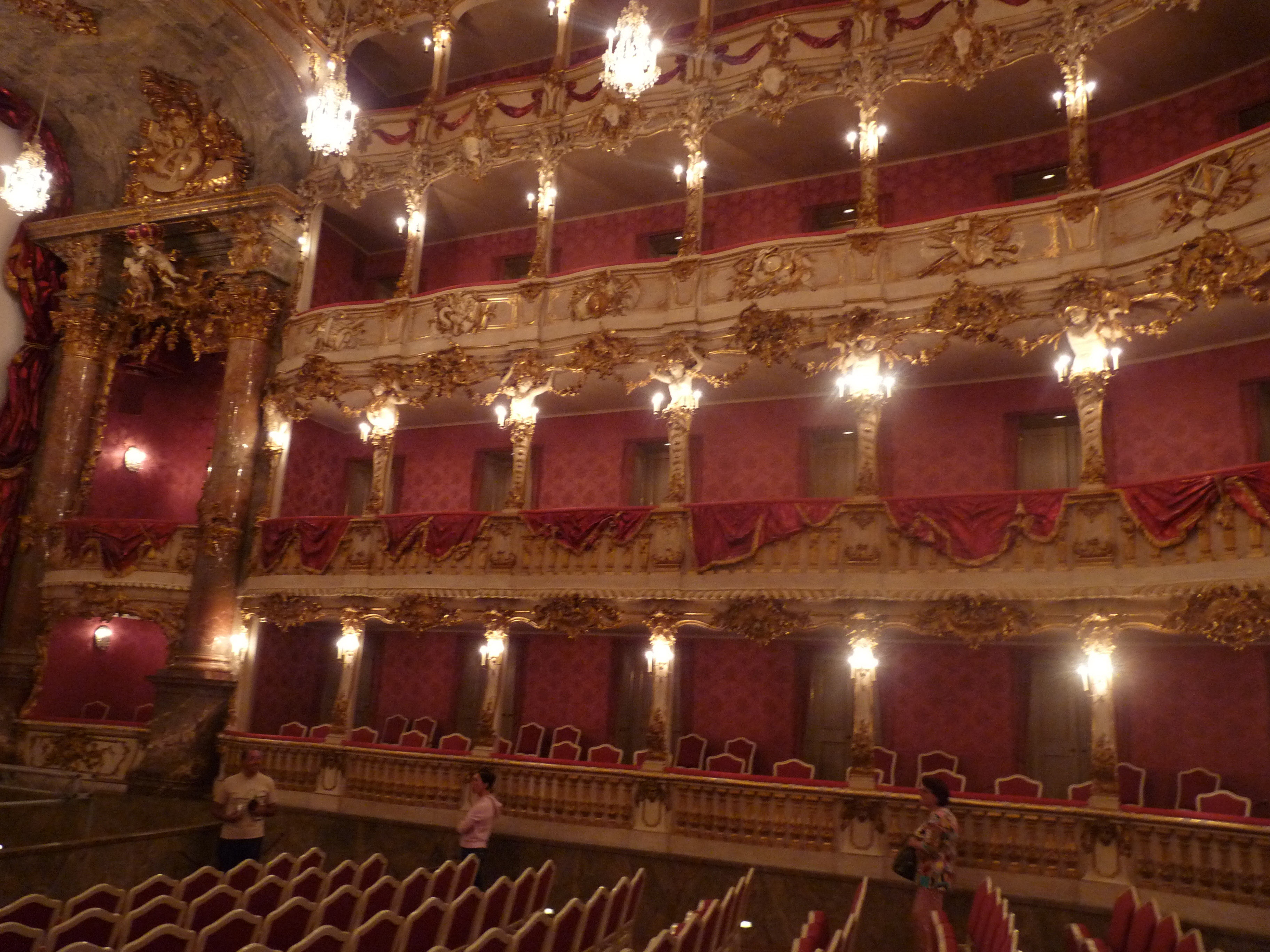

El Teatro de Cuvilliés (en alemán: Cuvilliés-Theater, antaño Altes Residenztheater) es un pequeño teatro rococó situado dentro del palacio de la Residencia en Múnich, Alemania, considerado una de las joyas del barroco teatral.

## El teatro
Encargado por el elector Maximiliano III José (r. 1745-1777) como la nueva casa de ópera, fue edificado por el arquitecto francés François de Cuvilliés el Viejo (1695-1768) entre 1751 y 1755. Se le conoce como Cuvilliés-Theater y en un principio estaba reservado exclusivamente para miembros de la corte.
Originalmente situado dentro del actual Neues Residenz Theater, fue desarmado en 1943 durante la Segunda Guerra Mundial para evitar su total destrucción por los bombardeos, que destruyeron la Ópera Estatal de Baviera (Teatro Nacional de Múnich) el 18 de marzo de 1944. 
Fue trasladado a otra ala del palacio de la Residencia y sobrevivieron los tallados en madera, aunque se perdió la cúpula pintada por Johann Baptist Zimmermann.
En la sala se han llevado a cabo los estrenos de Idomeneo (1781) de Mozart y Abu Hassan (1811) de Carl Maria von Weber.
Fue renovado y reabierto en el año 2008.